# Robillard-Gletscher
Der Robillard-Gletscher ist ein Gletscher an der Bowman-Küste des südlichen Grahamlands auf der Antarktischen Halbinsel. Er fließt in ostnordöstlicher Richtung in die Nordseite des Kopfendes des Solberg Inlet.
Die Mannschaft auf der sogenannten East Base während der United States Antarctic Service Expedition (1939–1941) entdeckten ihn. Wissenschaftler der US-amerikanischen Ronne Antarctic Research Expedition fotografierten den Gletscher 1947 aus der Luft. Der Falkland Islands Dependencies Survey kartierte ihn im Jahr darauf. Der US-amerikanische Polarforscher Finn Ronne benannte ihn nach George N. Robillard (1902–1989) vom Bureau of Ships, der bei der Einwerbung finanzieller Mittel im US-Kongress zum Kauf eines Schiffs für Ronnes Expedition behilflich war.
Eine namentliche Verwechslungsgefahr besteht mit dem Robilliard-Gletscher im ostantarktischen Viktorialand.